# Spremno pismo
Spremno ali motivacijsko pismo je dopis, ki ga ob prijavi na delovno mesto ali ob pošiljanju ponudb za delovno mesto posredujemo delodajalcu skupaj z življenjepisom. Je kratko besedilo, s katerim nagovarjamo delodajalca in utemeljujemo, zakaj smo najbolj primeren kandidat za določeno delovno mesto.

## Namen in cilj
Motivacijsko pismo predstavlja prvi stik med kandidatom ter potencialnim delodajalcem. Namen motivacijskega pisma je motiviranje, spodbuditev bralca, da se podrobneje seznani z našimi dosežki, znanji in izkušnjami, ki jih podrobneje predstavljamo v življenjepisu. Cilj spremnega pisma pri prijavi na delovno mesto je dobiti povabilo na razgovor.

## Možna oblika spremnega pisma
- Osnovni podatki (naslov, e-mail, telefonska številka), datum, podatki naslovnika
- Nagovor
- Uvod: na katero delovno mesto se prijavljamo, argument, zakaj mislite, da ste pravi za to delovno mesto
- Jedro

1. kvalifikacije za delovno mesto: izkušnje, lastnosti, ideje, kako nam koristijo za to specifično delovno mesto, konkretni primeri, v katerih pridejo te kvalifikacije do izraza, navajanje večjih dosežkov
2. motivacija za delo in uspeh, ambicije

- Zaključek: vljudno priporočilo za razgovor za delovno mesto ter informacija o tem kako in kdaj vas lahko kontaktirajo

## Nasveti na podlagi empiričnih študij[1]
Pred pisanjem je dobro, če razmislimo o naših dosedanjih delovnih izkušnjah, kompetencah, znanjih, interesih, močnih in šibkih točkah, zaposlitvenih ciljih, vrednotah, interesih, ipd. V samem pismu je pomembno, da navajamo zgolj informacije, ki so za delodajalca pomembne in so lahko že izpostavljene v razpisu. Predhodno se pozanimamo, kdo je naslovnik in kakšna je njegova funkcija v podjetju, ter temu prilagodimo vsebino motivacijskega pisma.
1. Ne ponavljamo informacij, ki so že navedena v življenjepisu.
2. Pišemo specifično in jedrnato, od bralca ne pričakujemo, da bo sam prišel do določenega sklepa.
3. Najprej naj bi navedli specifično delovno mesto na katerega se prijavljamo in zatem kje točno smo oglas zasledili.
4. Če so v razpisu zastavljeni različni pogoji ali vprašanja, jih omenimo in na njih odgovorimo.
5. V pismu ne sme biti slovničnih ali tipkarskih napak.
6. Če katerega od pogojev ne dosegamo, je bolje, da to omenimo in ob tem izpostavimo pripravljenost za učenje.
7. Ne vključujemo osebnih informacij (npr. status razmerja: poročen/samski/… , število otrok, partnerjevo zaposlitev, osebnih fotografij, ipd.), razen, če niso posebej zahtevana zaradi specifičnosti delovnega mesta, na katerega se prijavljamo.
8. Usmerimo se na potrebe in probleme delodajalca. Povemo, kako jih lahko s svojimi znanji in sposobnostmi pomagamo reševati.
9. Pokažemo, da dobro poznamo podjetje. S pomočjo različnih virov (npr. internet, znanci, ipd.) si pridobimo čim več informacij.
10. Pismo podpišemo lastnoročno.

## Prošnja za zaposlitev
Prošnja za zaposlitev je v bistvu spremno pismo, ki ga pošljemo delodajalcu, pri katerem bi želeli delati, vendar nima javne objave za vas ustreznega delovnega mesta . Namen poslane ponudbe za delo je iskanje morebitnih skritih prostih delovnih mest na vašem področju, iskanje priložnosti za razgovora in samopromocija pri potencialnih zaposlovalcih.